# Zweden op het Europees kampioenschap voetbal 2000
Zweden was een van de deelnemende landen op het Europees kampioenschap voetbal 2000 in België en Nederland. Het was de tweede deelname voor het land. Zweden strandde al in de eerste ronde van het Europees kampioenschap.

## Kwalificatie
Zweden speelden in Groep 5 van de kwalificatie voor het Europees Kampioenschap samen met Engeland, Polen, Bulgarije en Luxemburg. Zweden kwalificeerde zich rechtstreeks door eerste te eindigen in de poule.

### Kwalificatieduels
| 5 september 1998 | Zweden    | 2–1 (2-1) | Engeland  |
| 14 oktober 1998  | Bulgarije | 0–1 (0-0) | Zweden    |
| 27 maart 1999    | Zweden    | 2–0 (1-0) | Luxemburg |
| 31 maart 1999    | Polen     | 0–1 (0-1) | Zweden    |
| 5 juni 1999      | Engeland  | 0–0 (0-0) | Zweden    |
| 4 september 1999 | Zweden    | 1–0 (0-0) | Bulgarije |
| 8 september 1999 | Luxemburg | 0–1 (0-1) | Zweden    |
| 9 oktober 1999   | Zweden    | 2–0 (0-0) | Polen     |

|   | Land      | Wed | W | G | V | DV | DT | DS  | Pnt |
| - | --------- | --- | - | - | - | -- | -- | --- | --- |
| 1 | Zweden    | 8   | 7 | 1 | 0 | 10 | 1  | +9  | 22  |
| 2 | Engeland  | 8   | 3 | 4 | 1 | 14 | 4  | +10 | 13  |
| 3 | Polen     | 8   | 4 | 1 | 3 | 12 | 8  | +4  | 13  |
| 4 | Bulgarije | 8   | 2 | 2 | 4 | 6  | 8  | -2  | 8   |
| 5 | Luxemburg | 8   | 0 | 0 | 8 | 2  | 23 | -21 | 0   |

### Gebruikte spelers
Bondscoach Tommy Söderberg gebruikte 22 verschillende spelers in de acht kwalificatieduels voor het Europees Kampioenschap.
| Naam                 | Wedstrijden | Minuten | Doelpunten |   |   |
| -------------------- | ----------- | ------- | ---------- | - | - |
| Patrick Andersson    | 8           | 720     | 0          | 0 | 0 |
| Magnus Hedman        | 8           | 720     | 0          | 0 | 0 |
| Johan Mjällby        | 8           | 711     | 2          | 0 | 1 |
| Henrik Larsson       | 8           | 693     | 3          | 0 | 3 |
| Joachim Björklund    | 7           | 630     | 0          | 0 | 0 |
| Stefan Schwarz       | 7           | 620     | 0          | 0 | 1 |
| Fredrik Ljungberg    | 7           | 582     | 1          | 0 | 3 |
| Kennet Andersson     | 6           | 540     | 1          | 0 | 0 |
| Pontus Kåmark        | 6           | 503     | 0          | 0 | 2 |
| Roland Nilsson       | 6           | 495     | 0          | 0 | 1 |
| Niclas Alexandersson | 6           | 400     | 2          | 3 | 0 |
| Håkan Mild           | 6           | 348     | 0          | 1 | 3 |
| Teddy Lučić          | 5           | 292     | 0          | 2 | 1 |
| Daniel Andersson     | 5           | 123     | 0          | 4 | 0 |
| Gary Sündgren        | 3           | 150     | 0          | 2 | 0 |
| Magnus Svensson      | 3           | 75      | 0          | 2 | 1 |
| Jörgen Pettersson    | 2           | 92      | 0          | 1 | 0 |
| Andreas Andersson    | 1           | 88      | 1          | 0 | 1 |
| Martin Åslund        | 1           | 70      | 0          | 0 | 1 |
| Pär Zetterberg       | 1           | 45      | 0          | 1 | 0 |
| Jesper Blomqvist     | 1           | 20      | 0          | 1 | 0 |
| Magnus Erlingmark    | 1           | 3       | 0          | 1 | 0 |

## Oefenduels
Zweden speelde zes oefeninterlands in de aanloop naar het EK voetbal in België en Nederland.

|                                              |                    |       |            |                                                                                      |
| 31 januari 2000 Nordic Cup Vriendschappelijk | Zweden             | 1 – 0 | Denemarken | La Manga del Mar Menor, Spanje Toeschouwers: 300 Scheidsrechter: Rune Pedersen (NOR) |
| 31 januari 2000 Nordic Cup Vriendschappelijk | Marcus Allbäck 22' |       |            | La Manga del Mar Menor, Spanje Toeschouwers: 300 Scheidsrechter: Rune Pedersen (NOR) |

|                                              |                |       |                             |                                                                                        |
| 4 februari 2000 Nordic Cup Vriendschappelijk | Noorwegen      | 1 – 1 | Zweden                      | La Manga del Mar Menor, Spanje Toeschouwers: 1.000 Scheidsrechter: Mikko Vuorela (FIN) |
| 4 februari 2000 Nordic Cup Vriendschappelijk | John Carew 83' |       | 87' (pen.) Anders Andersson | La Manga del Mar Menor, Spanje Toeschouwers: 1.000 Scheidsrechter: Mikko Vuorela (FIN) |

|                                    |                                 |       |        |                                                                                     |
| 23 februari 2000 Vriendschappelijk | Italië                          | 1 – 0 | Zweden | Stadio Renzo Barbera, Palermo Toeschouwers: 17.249 Scheidsrechter: Luc Huyghe (BEL) |
| 23 februari 2000 Vriendschappelijk | Alessandro Del Piero 80' (pen.) |       |        | Stadio Renzo Barbera, Palermo Toeschouwers: 17.249 Scheidsrechter: Luc Huyghe (BEL) |

|                                 |                   |       |                       |                                                                       |
| 29 maart 2000 Vriendschappelijk | Oostenrijk        | 1 – 1 | Zweden                | UPC Arena, Graz Toeschouwers: 9.120 Scheidsrechter: Alain Hamer (LUX) |
| 29 maart 2000 Vriendschappelijk | Thomas Flögel 17' |       | 86' Jørgen Pettersson | UPC Arena, Graz Toeschouwers: 9.120 Scheidsrechter: Alain Hamer (LUX) |

|                                 |            |                       |        |                                                                           |
| 26 april 2000 Vriendschappelijk | Denemarken | 0 – 1                 | Zweden | Parken, Kopenhagen Toeschouwers: 28.491 Scheidsrechter: Alain Hamer (LUX) |
| 26 april 2000 Vriendschappelijk |            | 37' Jørgen Pettersson |        | Parken, Kopenhagen Toeschouwers: 28.491 Scheidsrechter: Alain Hamer (LUX) |

|                               |                    |       |                            |                                                                               |
| 3 juni 2000 Vriendschappelijk | Zweden             | 1 – 1 | Spanje                     | Ullevi, Gotenburg Toeschouwers: 35.215 Scheidsrechter: Fiorenzo Treossi (ITA) |
| 3 juni 2000 Vriendschappelijk | Roland Nilsson 76' |       | 43' (pen.) Josep Guardiola | Ullevi, Gotenburg Toeschouwers: 35.215 Scheidsrechter: Fiorenzo Treossi (ITA) |

## EK-groepswedstrijden
|                    |                                |       |                   |                                                                                  |
| 10 juni 2000 20:45 | België                         | 2 – 1 | Zweden            | Koning Boudewijnstadion, Brussel Toeschouwers: 50,000 Scheidsrechter: Merk (GER) |
| 10 juni 2000 20:45 | Bart Goor 43' Émile Mpenza 46' |       | 53' Johan Mjällby | Koning Boudewijnstadion, Brussel Toeschouwers: 50,000 Scheidsrechter: Merk (GER) |

|                    |        |       |         |                                                                           |
| 15 juni 2000 20:45 | Zweden | 0 – 0 | Turkije | Philips Stadion, Eindhoven Toeschouwers: 24,500 Scheidsrechter: Jol (NED) |
| 15 juni 2000 20:45 |        |       |         | Philips Stadion, Eindhoven Toeschouwers: 24,500 Scheidsrechter: Jol (NED) |

|                    |                                              |       |                    |                                                                                    |
| 19 juni 2000 20:45 | Italië                                       | 2 – 1 | Zweden             | Philips Stadion, Eindhoven Toeschouwers: 25,000 Scheidsrechter: Melo Pereira (POR) |
| 19 juni 2000 20:45 | Luigi Di Biagio 39' Alessandro Del Piero 88' |       | 77' Henrik Larsson | Philips Stadion, Eindhoven Toeschouwers: 25,000 Scheidsrechter: Melo Pereira (POR) |

### Eindstand Groep B
| Land    | Wed | Win | Gel | Ver | DV | DT | +/− | Pnt |
| ------- | --- | --- | --- | --- | -- | -- | --- | --- |
| Italië  | 3   | 3   | 0   | 0   | 6  | 2  | 4   | 9   |
| Turkije | 3   | 1   | 1   | 1   | 3  | 2  | 1   | 4   |
| België  | 3   | 1   | 0   | 2   | 2  | 5  | -3  | 3   |
| Zweden  | 3   | 0   | 1   | 2   | 2  | 4  | --2 | 1   |

Poule A:
 Duitsland ·
 Roemenië ·
 Portugal ·
 Engeland
Poule B:
 België ·
 Zweden ·
 Turkije ·
 Italië
Poule C:
 Spanje ·
 Noorwegen ·
 Joegoslavië ·
 Slovenië
Poule D:
 Frankrijk ·
 Denemarken ·
 Nederland ·
 Tsjechië
SvFF · A-internationals · Selecties · Bondscoaches · Zweeds vrouwenelftal · Olympisch elftal · Zweden U21 · Zweden U20 · Zweden U19 · Zweden U18 · Zweden U17 · Zweden U16 · Vrouwen U17
1908 – 1919 ·
1920 – 1929 ·
1930 – 1939 ·
1940 – 1949 ·
1950 – 1959 ·
1960 – 1969 ·
1970 – 1979 ·
1980 – 1989 ·
1990 – 1999 ·
2000 – 2009 ·
2010 – 2019 ·
2020 − 2029
EK 1960 · 
EK 1964 · 
EK 1968 · 
EK 1972 · 
EK 1976 · 
EK 1980 · 
EK 1984 · 
EK 1988 · 
EK 1992 ·
EK 1996 · 
EK 2000 ·
EK 2004 ·
EK 2008 ·
EK 2012 · 
EK 2016 · 
EK 2020
WK 1930 · 
WK 1934 ·
WK 1938 ·
WK 1950 ·
WK 1954 · 
WK 1958 ·
WK 1962 · 
WK 1966 · 
WK 1970 ·
WK 1974 ·
WK 1978 ·
WK 1982 · 
WK 1986 · 
WK 1990 ·
WK 1994 ·
WK 1998 · 
WK 2002 ·
WK 2006 ·
WK 2010 · 
WK 2014 · 
WK 2018
OS 1908 · 
OS 1912 · 
OS 1920 · 
OS 1924 · 
OS 1928 · 
OS 1932 · 
OS 1936 · 
OS 1948 · 
OS 1952 · 
OS 1956 · 
OS 1964 · 
OS 1968 · 
OS 1972 · 
OS 1976 · 
OS 1980 · 
OS 1984 · 
OS 1988 · 
OS 1992 · 
OS 1996 · 
OS 2000 · 
OS 2004 · 
OS 2008 · 
OS 2012 · 
OS 2016
1908 · 
1909 · 
1910 · 
1911 · 
1912 · 
1913 · 
1914 · 
1915 · 
1916 · 
1917 · 
1918 · 
1919 · 
1920 · 
1921 · 
1922 · 
1923 · 
1924 · 
1925 · 
1926 · 
1927 · 
1928 · 
1929 · 
1930 · 
1931 · 
1932 · 
1933 · 
1934 · 
1935 · 
1936 · 
1937 · 
1938 · 
1939 · 
1940 ·
1941 ·
1942 ·
1943 ·
1944  ·
1945 · 
1946 · 
1947 · 
1948 · 
1949 · 
1950 · 
1952 · 
1952 · 
1953 · 
1954 · 
1955 · 
1956 · 
1957 · 
1958 · 
1959 ·
1960 · 
1961 · 
1962 · 
1963 · 
1964 · 
1965 · 
1966 · 
1967 · 
1968 · 
1969 ·
1970 · 
1971 · 
1972 · 
1973 · 
1974 · 
1975 · 
1976 · 
1977 · 
1978 · 
1979 ·
1980 · 
1981 · 
1982 · 
1983 · 
1984 · 
1985 · 
1986 · 
1987 · 
1988 · 
1989 · 
1990 · 
1991 · 
1992 · 
1993 · 
1994 · 
1995 · 
1996 · 
1997 · 
1998 · 
1999 · 
2000 · 
2001 · 
2002 · 
2003 · 
2004 · 
2005 · 
2006 · 
2007 · 
2008 · 
2009 · 
2010 · 
2011 · 
2012 · 
2013 · 
2014 · 
2015 · 
2016 · 
2017 · 
2018 ·
2019 ·
2020 ·
2021
Albanië ·
Algerije ·
Argentinië ·
Armenië ·
Australië ·
Azerbeidzjan ·
Bahrein ·
Barbados ·
België ·
Bosnië en Herzegovina ·
Botswana ·
Brazilië ·
Bulgarije ·
Chili ·
China ·
Colombia ·
Costa Rica ·
Cuba ·
Cyprus ·
DDR ·
Denemarken ·
Duitsland ·
Ecuador ·
Egypte ·
Engeland ·
Estland ·
Faeröer ·
Finland ·
Frankrijk ·
Georgië ·
Griekenland ·
Hongarije ·
Ierland ·
IJsland ·
Iran ·
Israël ·
Italië ·
Ivoorkust ·
Jamaica ·
Japan ·
Joegoslavië ·
Jordanië ·
Kameroen ·
Kazachstan ·
Kosovo ·
Kroatië ·
Letland ·
Liechtenstein ·
Litouwen ·
Luxemburg ·
Maleisië ·
Malta ·
Mexico ·
Moldavië ·
Montenegro ·
Nederland ·
Nieuw-Zeeland ·
Nigeria ·
Noord-Ierland ·
Noord-Korea ·
Noord-Macedonië ·
Noorwegen ·
Oekraïne ·
Oezbekistan ·
Oman ·
Oostenrijk ·
Paraguay ·
Peru ·
Polen ·
Portugal ·
Qatar ·
Roemenië ·
Rusland ·
San Marino ·
Saoedi-Arabië ·
Schotland ·
Senegal ·
Servië ·
Singapore ·
Slovenië ·
Slowakije ·
Sovjet-Unie ·
Spanje ·
Syrië ·
Thailand ·
Trinidad en Tobago ·
Tsjechië ·
Tsjecho-Slowakije ·
Tunesië ·
Turkije ·
Uruguay ·
Venezuela ·
Verenigde Arabische Emiraten ·
Verenigde Staten ·
Verenigd Koninkrijk ·
Wales ·
Wit-Rusland ·
Zuid-Afrika ·
Zuid-Korea ·
Zwitserland
Brazilië (1958) ·
Duitsland (2006) ·
Duitsland (2018) ·
Engeland (2006) ·
Engeland (2012) ·
Engeland (2018) ·
Frankrijk (2012) ·
Griekenland (2008) ·
Ierland (2016) ·
Italië (2016) ·
Mexico (2018) ·
Oekraïne (2012) ·
Oekraïne (2021) ·
Paraguay (2006) ·
Polen (2021) ·
Rusland (2008) ·
Slowakije (2021) ·
Spanje (2008) ·
Spanje (2021) ·
Trinidad en Tobago (2006) ·
Zuid-Korea (2018) ·
Zwitserland (2018)